# René Barbier
René Auguste Ernest Barbier (Namen, 12 juli 1890 - Brussel, 24 december 1981) was een Belgische componist.

## Levensloop
Na zijn studies aan de lokale academie trok hij naar het Koninklijk Conservatorium van Brussel waar hij leerling werd van Paul Gilson. Daarna vervolledigde hij zich aan het Conservatorium van Luik bij Sylvain Dupuis. Hij behaalt de tweede grote Prijs van Rome in 1919 met de cantate Thyl Ulenspiegel banni, en de eerste grote Prijs van Rome in 1920 met La Légende de Soeur Béatrice. Later was hij gewoon hoogleraar aan het conservatorium van Namen, waar hij tot 1963 directeur was. Hij was ook dirigent van verschillende orkesten.
Hij schreef talrijke composities, o.a. cantates, oratoria, twee missen, symfonische gedichten, balletten, een operette en concerten voor piano en orkest.

## Composities

### Werken voor orkest
- 1916 Poème, voor cello en orkest, op. 14
- 1916 Variations expressives, opus 14
- 1918 Pièce symphonique, voor trompet en orkest, opus 17
- 1922 Concerto nº1, voor piano en orkest, opus 28
- 1923 Les génies du sommeil, voor groot orkest, opus 29
- 1933 Concerto nº2, voor piano en orkest, opus 43
- 1935 Les éléments opus 64
- 1938 Concerto, voor cello en orkest, opus 54
- 1940 Poco adagio e allegro brillante, voor klarinet en klein orkest, opus 66
- 1940 La voix humaine, voor voordrachtskunstenaar en klein orkest, opus 67
- 1941 Diptyque, opus 68
- 1947 La musique de perdition, opus 75
- 1952 Le chemin de la croix, voor voordrachtskunstenaar en orkest, opus 85
- 1956 Trois esquisses symphoniques, opus 91
- 1962 Trois mouvements symphoniques, voor strijkorkest, opus 104
- 1963 Tableau symphonique, opus 105
- 1964 Concerto voor hoorn in F en orkest, opus 106
- 1967 Introduction et allegro symphonique, voor groot orkest, opus 112
- 1967 Concerto, voor orgel, strijkers en pauken, opus 113

### Werken voor harmonie- en fanfareorkest
- 1936 Les carions d'el'Wallonie, voor bariton (unisono) en harmonieorkest, opus 47
- 1941 La Fête carillonnée, opus 68 Nr. 2
- 1946 Introduction et fantaisie rapsodique sur deux airs wallons, opus 71
- 1947 Marche de l'empereur, voor fanfareorkest, opus 72
- 1947 Marche de l'ommegang 1947, voor fanfareorkest, opus 72
- 1947 Ommegang de Bruxelles, voor fanfareorkest, opus 72
- 1947 Jeu de la Rose, opus 73
- 1948 Hymne olympique, voor gemengd koor en harmonieorkest, opus 84
- 1955 Pegase, opus 87
- 1955 Calliope, voor harmonieorkest, opus 89
- 1956 Introduction, voor fanfareorkest, opus 90
- 1956 Marche mosane, opus 92
- 1957 Adagio, voor fanfareorkest, opus 82
- 1959 Pièce concertante, voor altsaxofoon en harmonieorkest, opus 95
- 1962 Te Deum laudamus, voor gemengd koor, fanfareorkest en orgel, opus 102
- 1969 Ouverture concertante, voor harmonieorkest, opus 114
- 1971 Evocation sonore de l'Ardenne, opus 115

### Missen en oratoria
- 1919 Missa, voor 3 gelijke stemmen en orgel, opus 20
- 1933 La Tour de Babel, Bijbels oratorium voor recitant, solisten, gemengd koor, kinderkoor, orkest en orgel, opus 39
- 1934 Missa, voor 2 ongelijke stemmen en orgel of 2 gelijke stemmen (ad lib.), opus 45
- 1935 Messe basse, voor orgel of harmonium, opus 49

### Cantates
- 1930 Cantate du centenaire de l'Indépendance nationale, voor tenor, gemengd koor en harmonieorkest

### Muziektheater

#### Opera's
| Voltooid in | titel                    | aktes       | première | libretto |
| ----------- | ------------------------ | ----------- | -------- | -------- |
| 1912        | Yvette opus 1            |             |          |          |
| 1913        | La fête du vieux tilleul | 2 bedrijven |          |          |

#### Operettes
| Voltooid in | titel                      | aktes       | première | libretto |
| ----------- | -------------------------- | ----------- | -------- | -------- |
| 1923        | La sultane à Paris opus 33 | 3 bedrijven | 1934     |          |

#### Balletten
| Voltooid in | titel                         | aktes | première | libretto | choreografie |
| ----------- | ----------------------------- | ----- | -------- | -------- | ------------ |
|             | Les Abeilles                  |       |          |          |              |
| 1957        | Les Pierres magiques, opus 94 |       |          | René Lyr |              |

### Koormuziek (met orkest of instrumenten)
- 1914 Jesu Salvator, voor gemengd koor en orgel, opus 5
- 1919 Thyl Ulenspiegel banni, voor gemengd koor en orkest, opus 22
- ô tilleul des aïeux, voor gemengd koor en orkest

### Vocaalmuziek met orkest of instrumenten
- 1913 Réveil, voor sopraan of tenor en piano, opus 8
- 1914 Nox, voor mezzosopraan en orkest, opus 7
- 1915 Soir, voor middenstem en piano, opus 11 - tekst: Albert Samain
- 1917 Testament, voor bariton en piano, opus 15
- 1918 L'épopée belge, voor mezzosopraan en piano, opus 21
- 1920 La tempête, voor tenor en orkest, opus 25
- 1920 La légende de Béatrice, voor solisten, koor en orkest, opus 27
- 1933 Cinq madrigaux, voor bariton en orkest, opus 41
- 1933 La mort de Prométhée, voor Recitant (Mz.), 2 Soprani, 2 Alti, 2 Tenoren, 2 Bassen en orkest, opus 42
- 1961 Rouwklacht van het 9de uur - Lamentation de la 9e heure, voor voordrachtskunstenaar, solisten, koor en orkest, opus 100

### Kamermuziek
- 1914 Sonate en ré, voor viool en piano, opus 9
- 1916 Sonate, voor hoorn in F en piano, opus 12
  1. Animé
  2. Lent
  3. Animé
- Petite suite, voor vier klarinetten
- 1961 Quatuor pour saxophone, opus 99

### Werken voor piano
- 1918 Triptyque, opus 16
- Petite Marche - opgedragen aan zijn zoon Jacques